# Ламур, Луис
Луис Ламур (англ. Louis L’Amour; 22 марта 1908 — 10 июня 1988) — американский писатель, наиболее знаменитый и плодовитый автор вестернов.

## Ранние годы
Луис Дарборн Ламур родился в городе Джеймстаун (штат Северная Дакота) и был седьмым ребёнком в семье выходцев из Франции и Ирландии Луиса Шарля Ламура (Dr. Louis Charles LaMoore) и Эмили Дарборн Ламур (Emily Dearborn LaMoore). Фамилия LaMoore была очень распространенной среди первых покорителей территорий Северной Дакоты, однако Луис изменил свою фамилию так, чтобы она была созвучна французскому произношению слова «любовь» (L’Amour). Тем не менее, город Ламур (англ. LaMoure, North Dakota) был назван в честь именно его предка.
Его отец был ветеринаром, любителем лошадей и собак, крепким атлетом, который учил трех своих сыновей боксу. Его мать, хранившая семейный очаг, была известна как завзятый читатель и великий рассказчик. У семьи была библиотека из 300 книг, и юный Луис читал с жадностью. Он также часто посещал городскую библиотеку. Наибольшее влияние на Луиса Ламура, по его собственному признанию, оказали книги британского писателя Джорджа Альфреда Генти (англ. G. A. Henty), который сочинял исторические приключенческие романы. Как позже говорил Ламур, «…его книги позволили мне пойти в школу уже с таким багажом знаний о войнах и политике, которым не обладали даже мои учителя».
В 20-е годы для семьи Ламур наступили тяжелые времена, и, не желающий быть обузой для родных, в 1923 году Луис Ламур покинул дом и отправился на юго-запад страны.

## Раннее творчество
Первой опубликованной работой Ламура стало стихотворение «The Chap Worth While», которое появилось в газете его родного города «Jamestown Sun». В начале 30-х годов Ламур написал несколько стихотворений и статей для малотиражных журналов. Первым рассказом, который увидел свет после сотен отказов в публикации, стал в октябре 1935 года «Anything for a Pal» в журнале «True Gang Life». Ламур продолжал писать для бульварных журналов вплоть до конца 30-х годов. В 1938 году Луис Ламур вернулся в семью, которая к тому моменту переехала в город Чокто, штат Оклахома (Choctaw, Oklahoma). Первый опубликованный вестерн Луиса Ламура «The Town No Guns Could Tame» появился в журнале «New Western Magazine» в марте 1940 года.

## Вторая мировая война и послевоенные годы
До начала Второй мировой войны Луис Ламур перепробовал целый ряд профессий, ценных для будущего писателя. Он был погонщиком животных в Техасе, моряком торгового флота, посетив при этом Англию, Японию, Китай, Борнео, Восточную Индию, Египет, Панаму и Арабские страны, был профессиональным боксером, портовым грузчиком, лесорубом, дрессировщиком слонов, собирателем фруктов, золотоискателем.
Луис Ламур был призван в армию США в конце лета 1942 года. После «курса молодого бойца» он был направлен на курсы подготовки офицеров, а затем в школу истребителей танков. Накануне отправки в боевое подразделение он получил новое предписание — поскольку по возрасту (ему исполнялось 35 лет) он не мог быть направлен на передовую, Луис Ламур был переведен в транспортное подразделение, базировавшееся в Англии. В чине второго лейтенанта он командовал подразделением заправщиков, которые обеспечивали горючим самолёты и танки союзников во время всех боевых действий во Франции и Германии. Незадолго до возвращения на родину он был повышен в звании до первого лейтенанта и успел некоторое время покомандовать ротой.
После Второй мировой войны Луис Ламур продолжил сотрудничество с журналами. Первая после демобилизации вещь, «Law of the Desert Born», появилась в апреле 1946 года в «Dime Western Magazine». Луис Ламур осел в Лос-Анджелесе с намерением стать писателем вестернов, тогда очень популярными в Америке, хотя он также пробовал писать детективный роман. Он опубликовал много коротких рассказов в 1946—1950 годах. В 1951 он опубликовал в Нью-Йорке первый роман под собственным именем — «Течение на Запад». Он издал четыре книги про Хопалонга Кэссиди между 1950 и 1954 под псевдонимом Текс Бёрнс, также использовал псевдоним Джим Мейо для издания двух других книг — «Йеллоу Батт» в 1953 и «Юта Блэйн» в 1954. В 1952 году короткий рассказ «The Gift of Cochise» привлек внимание Джона Уэйна, который на пару с Робертом Феллоузом приобрел за $4,000 права на экранизацию. Луис Ламур оставил за собой право на литературную обработку сценария, который позже превратился в роман «Хондо» (Hondo), а затем и одноимённый фильм с Джоном Уэйном в главной роли. До 1981 года продажи «Хондо» достигли 2,300,000 и ещё растут.
В послевоенные годы Луис Ламур выпустил большое количество произведений, как под своим именем, так и под псевдонимами. Кроме того, он переписал и доработал многие из своих ранних рассказов.

## Награды
- В 1982 году Луис Ламур был награждён Золотой медалью Конгресса;
- В 1984 году президент США Рональд Рейган вручил Л. Ламуру медаль Свободы.
- Луис Ламур является лауреатом премии Северной Дакоты — Rough Rider Award[англ.][3]
- В мае 1972 года в знак признания литературных заслуг и общественной деятельности Луису Ламуру Джеймстаунским колледжем[англ.] была присвоена почётная степень доктора (Honorary PhD by Jamestown College).

## Членство в организациях
- Союз Писателей Америки (Запад)
- Писатели Вестернов Америки
- Академия Киноискусства и Науки
- Американское Общество промышленной и прикладной математики
- Калифорнийская Академия Наук
- Союз Писателей Калифорнии

## Смерть
Луис Ламур умер 10 июня 1988 года от рака легких и был похоронен на кладбище мемориального парка Форест-Лаун в Калифорнии. Его автобиография, описывающая в деталях его кочевую жизнь на Западе — «Education of a Wandering Man» — увидела свет уже после смерти автора в 1989 году.
Луис Ламур ушёл из жизни, занимаясь любимым делом, то есть написанием очередного романа на своем ранчо в Колорадо. Он приобрел это ранчо у местной семьи и собирался со временем превратить его в копию городка с Дикого Запада, который бы служил местом проведения съемок и привлекал туристов. К сожалению, со смертью Луиса Ламура умерла и эта идея.

### Романы
(включая серийные произведения)

| - Westward the Tide (Лондон, 1950; первая публикация в США в 1976) - «Всадники высоких скал» (The Riders of High Rock) (1951) - The Rustlers of West Fork (1951) - «Путь к Семи Соснам» (The Trail to Seven Pines) (1951) - Trouble Shooter (1952) - «Хондо» («Разведчик») (Hondo) (1953) - Showdown at Yellow Butte (1953) - Crossfire Trail (1954) - «Дьявол с револьвером» (Heller with a Gun) (1954) - «Килкенни» (Kilkenny) (1954) - «Юта Блайн» (Utah Blaine) (1954) - «Оружие лесов» (Guns of the Timberlands) (1955) - «Ганфайтер» (To Tame a Land) (1955) - «Горящие холмы» (The Burning Hills) (1956) - «Серебряный каньон» (Silver Canyon) (1956) - «Последняя стоянка у источников Папаго» (Last Stand at Papago Wells) (1957) - «Ситка» (Sitka) (1957) - «Высокий незнакомец» (The Tall Stranger) (1957) - «Радиган» (Radigan) (1958) - «Таггарт» (Taggart) (1959) - «Приносящие рассвет» (The Daybreakers) (1960) - «Флинт» (Flint) (1960) - «Сакетт» (Sackett) (1961) - High Lonesome (1962) - «Киллоу» (Killoe) (1962) - «Ландо» (Lando) (1962) - «Шалако» (Shalako) (1962) - «Кэтлоу» (Catlow) (1963) - «Темный каньон» (Dark Canyon) (1963) - «Фаллон» (Fallon) (1963) - «Как был завоеван Запад» (How the West Was Won) (1963) - «Ручей Повешенной женщины» (Hanging Woman Creek) (1964) - «Через пустыню» (Mojave Crossing) (1964) - The High Graders (1965) - «Человек по имени Ки-Лок» (The Key-Lock Man) (1965) - «След Кайова» (Kiowa Trail) (1965) - «Клеймо Саккеттов» (The Sackett Brand) (1965) - «Сломанный револьвер» (The Broken Gun) (1966) - Kid Rodelo (1966) - «Килроун» (Kilrone) (1966) - Mustang Man (1966) - «Матагорда» (Matagorda) (1967) - The Sky-Liners (1967) - «Чэнси» (Chancy) (1968) - «Конагер» (Conagher) (1968) - «Вниз по склонам холмов» (Down the Long Hills) (1968) | - «Пустая земля» (The Empty Land) (1969) - The Lonely Men (1969) - «Гэллоуэй» (Galloway) (1970) - «Человек по имени Рабл Нун» (The Man Called Noon) (1970) - «Счастье Рейлли» (Reilly’s Luck) (1970) - «Брионн» (Brionne) (1971) - «Винтовка Фергюсона» (The Ferguson Rifle) (1971) - «На север к рельсам» (North to the Rails) (1971) - «Такер» (Tucker) (1971) - Under the Sweetwater Rim (1971) - «Каллаген» Callaghen (1972) - «Верхом по Темной тропе» (Ride the Dark Trail) (1972) - «Человек из Скибберина» (The Man from Skibbereen) (1973) - «Быстрый и Мертвый» (The Quick and the Dead) (1973) - «Гора сокровищ» (Treasure Mountain) (1973) - «Калифорнийцы» (The Californios) (1974) - «Земля Сакеттов» (Sackett’s Land) (1974) - «Человек с разрушенных холмов» (Man From the Broken Hills) (1975) - Over on the Dry Side (1975) - Rivers West (1975) - The Rider of Lost Creek (1976) - To the Far Blue Mountains (1976) - «Там, где колышется высокая трава» (Where the Long Grass Blows) (1976) - «Борден Чантри» (Borden Chantry) (1977) - «Бендиго Шафтер» (Bendigo Shafter) (1978) - Fair Blows the Wind (1978) - The Mountain Valley War (1978) - «Железный маршал» (The Iron Marshal) (1979) - «Тропой испытаний» (The Proving Trail) (1979) - «Одни в горах» (Lonely on the Mountain) (1980) - The Warrior’s Path (1980) - «Жила Комстока» (Comstock Lode) (1981) - «Майло Тэлон» (Milo Talon) (1981) - «Тропа Чероки» (The Cherokee Trail) (1982) - The Shadow Riders (1982) - The Lonesome Gods (1983) - Ride the River (1983) - «Сын преступника» (Son of a Wanted Man) (1984) - «Походный барабан» (The Walking Drum) (1984) - «Джубал Сакетт» (Jubal Sackett) (1985) - Passin' Through (1985) - Last of the Breed (1986) - West of Pilot Range (1986) - A Trail to the West (1986) - «Чертова гора» (The Haunted Mesa) (1987) |

### Серия «Сакетты»
В порядке действия персонажей 
- «Sackett’s Land» («Земля Сакеттов»)— Barnabas Sackett (Барнабас Сакетт)
- «To the Far Blue Mountains» — Barnabas Sackett (Барнабас Сакетт)
- «The Warrior’s Path» — Kin Ring Sackett (Кин Ринг Сакетт)
- «Jubal Sackett» («Джубал Сакетт») — Jubal Sackett (Джубал Сакетт)
- «Ride the River» — Echo Sackett (Эхо Сакетт, тетя Оррина, Тайрела и Уильяма Теля Сакеттов)
- «The Daybreakers» — Orrin and Tyrel Sackett (Оррин и Тайрел Сакетты), Cap Rountree (Кэп Роунтри), Tom Sunday (Том Сандэй)
- «Lando» («Ландо») — Orlando Sackett (Орландо Сакетт), the Tinker (Жестянщик)
- «Sackett» («Сакетт») — William Tell Sackett (Уильям Тель Сакетт), Cap Rountree (Кэп Роунтри)
- «Mojave Crossing» — William Tell Sackett and Nolan Sackett (Уильям Тель и Нолан Сакетты)
- «The Sackett Brand» — William Tell Sackett (Уильям Тель Сакетт) и целая орава Сакеттов!
- «The Sky-liners» — Flagan and Galloway Sackett (Флэган и Гэллоуэй Сакетты)
- «The Lonely Men» — William Tell Sackett (Уильям Тель Сакетт)
- «Mustang Man» — Nolan Sackett (Нолан Сакетт)
- «Galloway» («Гэллоуэй») — Galloway and Flagan Sackett (Гэллоуэй и Флэган Сакетты)
- «Treasure Mountain» — William Tell Sackett (Уильям Тель Сакетт)
- «Ride the Dark Trail» — Logan Sackett (Логан Сакетт), Em Talon (Эм Тэлон, урождённая Сакетт)
- «Lonely on the Mountain» — William Tell, Orrin and Tyrel Sackett (Уильям Тель, Оррин и Тайрел Сакетты отправляются на помощь Логану Сакетту)

Еще два коротких рассказа, связанных с Сакеттами:
- «The Courting of Griselda» (в сборнике End of the Drive)
- «Booty for a Badman» (в сборнике War Party)

Сакетты также вовлечены в действие еще 7 романов:
- «Bendigo Shafter» — Ethan Sackett (Итан Сакетт)
- «Dark Canyon» — William Tell Sackett (Уильям Тель Сакетт)
- «Borden Chantry» — Joe Sackett (Джо Сакетт убит из засады)
- «Passin' Through» — Parmalee Sackett (Пармали Сакетт упомянут как защитник главного героя романа)
- «Son of a Wanted Man» — Tyrel Sackett (Тайрел Сакетт)
- «Catlow» — Ben Cowhan (Бен Коухан женится на двоюродной сестре жены Тайрела Сакетта)
- «Man from the Broken Hills» — Em Talon (Эм Тэлон). Также упоминается William Tell Sackett (Уильям Тель Сакетт)

### Серия «Талон и Чантри»
- Borden Chantry
- Fair Blows the Wind
- The Ferguson Rifle
- The Man from the Broken Hills
- Milo Talon (Приходится кузеном Сакеттам через свою мать — Em Talon)
- North to the Rails
- Over on the Dry Side
- Rivers West

### Серия «Килкенни»
- The Rider of Lost Creek (1976)
- The Mountain Valley War (1978), изначально была журнальной повестью под названием «A Man Called Trent», позже переписана для трилогии Килкенни.
- Kilkenny (1954)
- A Gun for Kilkenny — короткий рассказ, в котором Килкенни выступает в роли второстепенного персонажа, из сборника «Dutchman’s Flat» (1986).
- Monument Rock — повесть из одноимённого сборника.

### Серия «Хопалонг Кэссиди»
Изначально публиковалась под псевдонимом «Tex Burns».
- The Riders of High Rock
- The Rustlers of West Fork
- The Trail to Seven Pines
- Trouble Shooter

### Рассказы
| - War Party (1975) - The Strong Shall Live (1980) - Yondering (1980; переработанное издание 1989) - Buckskin Run (1981) - Bowdrie (1983) - The Hills of Homicide (1983) - Law of the Desert Born (1983) - Bowdrie’s Law (1984) - Night Over the Solomons (1986) - The Rider of the Ruby Hills (1986) - Riding for the Brand (1986) - The Trail to Crazy Man (1986) - Dutchman’s Flat (1986) - Lonigan (1988) - Long Ride Home (1989) - The Outlaws of Mesquite (1990) - West from Singapore (1991) - Valley of the Sun (1995) | - West of Dodge (1996) - End of the Drive (1997) - Monument Rock (1998) - Beyond the Great Snow Mountains (1999) - Off the Mangrove Coast (2000) - May There Be a Road (2001) - With These Hands (2002) - From the Listening Hills (2003) - The Collected Short Stories of Louis L’Amour: The Frontier Stories — Volume 1 - The Collected Short Stories of Louis L’Amour: The Frontier Stories — Volume 2 - The Collected Short Stories of Louis L’Amour: The Frontier Stories — Volume 3 - The Collected Short Stories of Louis L’Amour: The Adventure Stories — Volume 4 - The Collected Short Stories of Louis L’Amour: The Frontier Stories — Volume 5 - The Collected Short Stories of Louis L’Amour: The Crime Stories — Volume 6 - The Collected Short Stories of Louis L’Amour: The Frontier Stories — Volume 7 - «Trap of Gold» - «The Gift of Cochise» |

### Публицистика
- Education Of A Wandering Man
- Frontier
- The Sackett Companion
- A Trail Of Memories: The Quotations Of Louis L’Amour (составлено Анжеликой Ламур)

## Экранизации
| - Алмаз Джеру (Diamond of Jeru) (2001) (по короткому рассказу) - В ролях: Билли Зейн, Кит Кэррадайн - Режиссёры: Ian Barry & Dick Lowry - Crossfire Trail (2001) (ТВ) (по роману) - В ролях: Том Селлек, Марк Хэрмон - Режиссёр: Саймон Уинсер - Shaughnessy (1996) (TВ) (по роману «Железный маршал» (The Iron Marshal)) - В ролях: Мэтью Сеттл (Matthew Settle) и Линда Козловски - Режиссёр: Michael Ray Rhodes - Conagher (1991) (ТВ) (по роману) - В ролях: Сэм Эллиотт, Кэтрин Росс - Режиссёр: Reynaldo Villalobos - The Quick and the Dead (1987) (TВ) (по роману) - В ролях: Сэм Эллиотт (Sam Elliott) - Режиссёр: Роберт Дэй (Robert Day) - The Cherokee Trail (1986) (TВ) (по роману) - В ролях: Richard Farnsworth - Режиссёр: Kieth Merrill - Down the Long Hills (1986) (TВ) (по роману) - В ролях: Bruce Boxleitner, Thomas Wilson Brown - Режиссёр: Берт Кеннеди (Burt Kennedy) - The Shadow Riders (1982) (TВ) (по роману)) - В ролях: Том Селлек, Сэм Эллиотт (Sam Elliot), Бен Джонсон (Ben Johnson) - Режиссёр: Andrew V. McLaglen - The Sacketts (1979) (TВ сериал) (по роману) - В ролях:Том Селлек, Сэм Эллиотт (Sam Elliott), Jeffrey Osterhage - Cancel My Reservation (1972) (по роману The Broken Gun) - В ролях: Боб Хоуп - Режиссёр: Пол Богарт (Paul Bogart) - The Man Called Noon aka Un hombre llamado Noon (1973) aka Lo chiamavano Mezzogiorno (1972) (по роману) - В ролях: Ричард Кренна, Стивен Бойд (Stephen Boyd) - Режиссёр: Питер Коллинсон (Peter Collinson) - Кэтлоу (Catlow) aka El Oro de nadie (Испания) (1971) (по роману) - В ролях: Юл Бриннер, Ричард Кренна, Леонард Нимой - Режиссёр: Sam Wanamaker - Шалако (Shalako) (1968) aka Man nennt mich Shalako (1968) (ФРГ) (по роману) - В ролях: Шон Коннери, Брижит Бардо - Режиссёр: Edward Dmytryk - Hondo and the Apaches (1967) (TВ) (по рассказу The Gift of Cochise) - Режиссёр: Lee H. Katzin - Kid Rodelo (1965) (по роману) - В ролях: Don Murray, Джанет Ли - Режиссёр: Richard Carlson | - Taggart (1965) (по роману) - В ролях: Дэвид Кэррадин, George Murdock - Режиссёр: R.G. Springsteen - Как был завоёван Запад (How the West Was Won) (1962) (по роману) - В ролях: Джон Уэйн, Джеймс Стюарт, Генри Фонда - Режиссёр: Генри Хетеуэй (Henry Hathaway), Джордж Маршалл (George Marshall) и Джон Форд - Heller in Pink Tights (1960) (по роману Heller With A Gun) - В ролях: Софи Лорен, Энтони Куинн - Режиссёр: Джордж Кьюкор - Guns of the Timberland (1960) (по роману) - В ролях: Алан Лэдд - Режиссёр: Robert D. Webb - Apache Territory (1958) (по роману Last Stand at Papago Wells) - В ролях: Рори Калхаун (Rory Calhoun), Barbara Bates - Режиссёр: Ray Nazarro - The Tall Stranger aka The Rifle aka Walk Tall (1957) (по роману Showdown Trail) - В ролях: Вирджиния Мейо, Joel McCrea - Режиссёр: Thomas Carr - Utah Blaine (1957) (по роману) - В ролях: Рори Калхаун (Rory Calhoun), Анжела Стивенс (Angela Stevens) - Режиссёр: Fred F. Sears - The Burning Hills (1956) (по роману) - В ролях: Tab Hunter - Режиссёр: Stuart Heisler - Blackjack Ketchum, Desperado (1956) (по роману Kilkenny) - В ролях: Анжела Стивенс (Angela Stevens) - Режиссёр: Earl Bellamy - Treasure of Ruby Hills (1955) (по рассказу) - В ролях: Ли Ван Клиф - Режиссёр: Фрэнк МакДональд (Frank McDonald) - Stranger on Horseback (1955) (по рассказу) - В ролях: Джоэл Маккри и Джон Кэррадайн (John Carradine) - Режиссёр: Jacques Tourneur - Four Guns to the Border aka Shadow Valley (1954) (по рассказу) - В ролях: Рори Калхаун (Rory Calhoun), Уолтер Бреннан, Нина Фох - Режиссёр: Ричард Карлсон (Richard Carlson) - East of Sumatra (1953) (по рассказу) - В ролях: Энтони Куинн - Режиссёр: Budd Boetticher - Хондо (Hondo) (1953) (по рассказу The Gift of Cochise) - В ролях: Джон Уэйн, Джеральдин Пейдж, Уорд Бонд - Режиссёр: Джон Фэрроу |